# Альберсгаузен
Альберсгаузен (нім. Albershausen) — громада в Німеччині, знаходиться в землі Баден-Вюртемберг. Підпорядковується адміністративному округу Штутгарт. Входить до складу району Геппінген.
Площа — 6,50 км2. Населення становить 4397 ос. (станом на 31 грудня 2020).